# Lowell George
Lowell Thomas George (13 de abril de 1945 - 29 de junio de 1979) fue un músico multinstrumentista estadounidense, especialmente conocido por tocar la guitarra slide y por ser cantante, compositor, productor, fundador y líder de la banda de rock Little Feat. Con un periodo de actividad bastante amplio como instrumentista en varios grupos, es más famoso por su trabajo al frente de la banda californiana Little Feat durante la década de los 70. Con una reconocible y peculiar voz, además de poseer una técnica profundamente personal en la guitarra slide, Lowell George se convirtió en uno de los guitarristas más dotados, originales y virtuosos de su tiempo.

## Lowell George antes de la formación de Little Feat

### Los primeros años y sus primeros contactos con la música (1945-1966)
Lowell George nació en Hollywood, California, el 13 de abril de 1945. Su padre, llamado Willard, era un prominente peletero para muchas de las estrellas de Hollywood de aquellos años incluidos íntimos amigos como los notables Errol Flyn y W.C. Fields. Este último ejerció una profunda influencia sobre Lowell George que se hace notar en ese sentido del humor que desprendía Lowell y que daba un aire de espontaneidad surrealista a su música. Este peculiar humor se aprecia en los juegos multi-silábicos de palabras que utilizaba George en muchas de sus posteriores letras así como en muchas de las portadas de los discos de Little Feat, que se convierten en pequeñas obras de arte con un aire cómico del artista Neon Park. Van Dike Parks, en la Little Feat Saga, biografía informal de Bud Scoppa –y que fue parte del definitivo “Little Feat CD box set”, “Hotcakes & Outtakes”- dice lo siguiente: 

“Lowell fue un absurdo. Haría las cosas por las razones equivocadas. Creo que tenía la audacia de un esquizofrénico, que yo asocio con gran trabajo, ya sea Van Gogh o Ravel. "Fat Man in the Bathtub" es la conciencia de dibujos animados. Pueden ver la comedia física en Lowell George que sale de Buster Keaton. Es la tragicomedia de un hombre en crisis - eso es lo que Lowell hizo... "

A una edad muy temprana, Lowell George fue adentrándose en el mundo de la música animado por su madre, Florence, que era una consumada pianista. El primer instrumento que decidió escoger Lowell fue la armónica a la temprana edad de cinco años. Su primera actuación musical en público fue en el programa de televisión local “Al Davis Talent Show” donde tocó un dúo de armónicas con su hermano Hampton. También apareció en dicho programa otro joven músico llamado Frank Zappa. Al parecer, se dice que tanto Zappa como los hermanos George perdieron el concurso en detrimento de una joven bailarina.
Lowell asistió a la “Holliwood High” donde coincidió con Paul Barrere, el que después acabaría siendo también guitarrista, cantante y compositor de Little Feat, su futura mujer, Elizabeth, y con Martin Kibee, que sería íntimo amigo de Lowell George y coautor –junto con él- de muchos clásicos de la banda como “Fat Man in the Bathtub”, “Dixie Chicken” y “Rock and Roll Doctor”. Por esos años el hermano de Lowell George se alistó en el ejército dejando atrás una guitarra clásica que pronto pasaría a manos del joven Lowell. El joven músico no solo dominaba la guitarra y la armónica, sino que era también admirable su dominio del banjo, el clarinete –haciendo luego grabaciones en la banda de Zappa- y una flauta japonesa de bambú conocida como el “shakuhnachi”. Durante los dos años siguientes, Lowell George también estudió otro instrumento bastante popular durante la década de los sesenta llamado “sitar”, en una escuela de Los Ángeles a cargo del virtuoso instrumentista Ravi Shankar.
En algunas grabaciones posteriores de Lowell George, tales como “The Fan”, pueden apreciarse rasgos de la música de Oriente Medio que no hacían más que mostrar la influencia que había tenido Ravi Shankar y su música en la sensibilidad del joven chico.
Al terminar la escuela secundaria, el jazz ocupaba el primer puesto dentro de los gustos musicales de George. Martin Kibee, en la completa biografía de Lowell George por parte de Mark Brend (Backbeat Books, 2002), descubre el desarrollo del amor de Lowell George por la música: 

“Su gusto por la música en aquel entonces era más cercano al jazz de la costa oeste que, dice, ‘Jan and Dean’ o los ‘Beach Boys’. Les McCann y Mose Allison estaban apareciendo en los clubes de Sunset tales como ‘The Bit’ y ‘The Reinassence’…”

Al terminar la escuela secundaria, George asistió a la “Valley Junior College” donde estudió historia del arte. Mientras asistía a la universidad consiguió además un trabajo como empleado en una gasolinera. Esto también influyó en la mentalidad de Lowell George como después se vería en uno de sus grandes éxitos, la canción acústica “Willin’”, que hablaba de distintos lugares del sur de los Estados Unidos por los que pasaba un camionero. A mediados de los años sesenta, Lowell se compra una guitarra Fender y un amplificador. Después de asistir a una actuación de “The Byrds” en el “Brave New World cofeehouse”, decide que ya era hora de formar su propia banda y comenzar a tocar; ésta se llamó The Factory.
En Rock & Roll doctor, Brend describe la escena musical de Los Ángeles con la que se topó Lowell George a mediados de los años sesenta: 

“A mediados de los sesenta estaban surgiendo en los Estados Unidos una gran variedad de jóvenes bandas. Fue en este contexto en el que innumerables jóvenes estadounidenses estaban agrupados en los garajes, conectados a sus guitarras Fender Mustang y a los amplificadores Vox cuando estalló todo en 'Hey Joe' ... La mayoría de las llamadas ‘garage bands’ eran primitivas musicalmente, con mucho más entusiasmo que destreza, destinadas a desempeñar su circuito local por un tiempo y tal vez grabar una demo que podría aparecer en un posterior recopilatorio…"

### Primera experiencia seria de Lowell George en una banda: Frank Zappa’s “Mothers of Invention” (1967-1969)
Hacia finales de 1967 las cosas iban llegando a su fin en la que fue primera banda de Lowell, The Factory. Habían sido un pilar de los “clubs” en la escena angelina de mediados de los años sesenta e incluso habían aparecido en algunos episodios de la popular comedia de televisión “F-Troop y Gomer Pyle”, pero habían fallado a la hora de crear algún éxito mayor y sonante. Uno de sus últimos proyectos fue grabar dos demos para la discográfica “Original Sound” que fueron producidos por Frank Zappa. Esas dos grabaciones, “Lightning Rod Man” y “The Loved One” -ambas incluidas en el álbum “Lightning Rod Man”- contenían elementos familiares de la producción de Zappa. En realidad, es en la grabación “Lightning Rod Man” donde Lowell George da sus primeros pasos como músico. Escrita por George y Kibee –el que fuera amigo suyo de la escuela-, “Lightning Rod Man” estaba basada en una historia corta del escritor Herman Melville. George muestra ya en esta canción una potente fuerza vocal que recuerda a los primeros trabajos del grupo “Captain Beefheart”. De hecho, antes de que esta canción fuera identificada como una de las canciones del grupo “The Factory”, muchos coleccionistas pensaban que se trataba de una primeriza y extraña grabación de “Captain Beefheart”. El breve tiempo que estuvo el joven Lowell con Zappa fue una gran influencia para el joven músico como se vería después con sus trabajos como productor al frente de Little Feat. Como Zappa, George adquirió algunas costumbres tales como no salir del estudio hasta que una grabación no estuviera completada a su gusto y, si era necesario, se mantenía en el estudio toda la noche hasta que todo estuviera acabado.
Mientras los antiguos miembros de “The Factory” formaban una nueva banda –llamada “The Fraternity of Man”-, Lowell George también tuvo tiempo para sustituir a un miembro de una banda llamada “The Standells” y así tocar con ellos algún tiempo. Sin embargo, la primera experiencia seria de Lowell George en un grupo se produjo tras su entrada en el grupo de Frank Zappa: “The Mothers of Invention”, donde permaneció durante un año. A pesar de estar tan poco tiempo, esta experiencia le sirvió a Lowell para familiarizarse con el funcionamiento de un grupo, de cómo debían hacerse las cosas y de los problemas que surgían, y también de cómo debían solucionarse. No obstante Lowell se sentía frustrado por el estricto comportamiento de Frank Zappa y su estricta visión musical. Esto, a su vez, hizo que George saliera predispuesto a crear una banda en la que él sería el líder. Cabe también decir que Frank Zappa tuvo una influencia enorme tanto musicalmente como compositivamente sobre el joven guitarrista y todo esto quedaría plasmado en muchos de los trabajos posteriores de Lowell George al frente de “Little Feat”. Finalmente Lowell George decide abandonar la banda de Frank Zappa –no se saben muy bien cuales pudieron ser sus razones- y decide reclutar nuevos músicos para el nuevo proyecto que tenía en mente y que supondría la creación de una de las bandas más dotadas, virtuosas y originales de la escena musical norteamericana de los setenta.

## Lowell George al frente de Little Feat

### La formación de Little Feat (1969-1972)
Lowell George reclutó a tres músicos que conocía de sus dos bandas. Para su nuevo proyecto reclutó al batería Ritchie Hayward que había trabajado como batería para “The Factory”, la banda fundada por Lowell George a mediados de los sesenta. El bajo estaba reservado para el que había sido bajista de “Mothers of Invention”: Roy Estrada. La pieza final del cuarteto fue el virtuoso pianista Bill Payne que había hecho algunos trabajos con el grupo de Frank Zappa pero sin nunca haber pertenecido finalmente a la banda. De esta manera quedaba, en 1969, compuesto el nuevo cuarteto de músicos de la banda “Little Feat”. El pianista Bill Payne explica como Lowell George y él se reunieron a hablar de cómo querían que sonara la banda y de qué querían tocar (cabe decir que ellos fueron los más importantes compositores de la banda hasta su disolución): 

“Nosotros hablamos del tipo de banda que queríamos. ¿Deberíamos tener una sección de vientos? ¿Qué papel debía desempeñar el bajista? ¿Íbamos a centrarnos en un estilo de música en especial? Decidimos que no deberían haber límites a lo que íbamos a hacer. Si quisiéramos tocar un vals, genial. Si quisiéramos reproducir una canción recta, también bien”

Fue precisamente esa mentalidad uno de los ingredientes clave que llevó a las muchas innovaciones estilísticas que caracterizan la música de Little Feat.

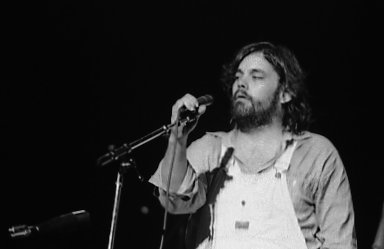
Lowell George en 1977

A principios de los setenta la escena musical cambió y esto también influyó en lo que Little Feat finalmente acabó haciendo en su primer trabajo. Las improvisaciones se pusieron de moda con grupos como Iron Butterfly o Cream. El rock-blues agresivo se posicionó al alza con grupos como Led Zeppelin en el Reino Unido o The Allman Brothers Band en América y todos profundamente influenciados por el trabajo de Jimi Hendrix. Estos nuevos grupos revolucionaron el concepto musical y predominante en los sesenta que era más melódico, heredado de los Beatles y otros grupos e instauraron un sonido mucho más agresivo y bluesero que sería predominante en gran variedad de bandas a lo largo de los setenta. Little Feat consiguió un contrato discográfico con Warner Brothers después de enseñar la que sería uno de los mayores éxitos del grupo, “Willin’”, a Lenny Waronker.
Con su nuevo contrato discográfico, los miembros del nuevo grupo se pusieron manos a la obra y dos años después de su formación, en 1971, sacaron a la luz el que sería su primer disco y el primero de una lista de cuatro grandes discos. El primer disco es un disco repleto de influencias, desde el blues y el folk, pasando por el country y con alucinantes toques psicodélicos. Cabe hacer mención de dos aspectos de este disco. Primero de todo la edición de la primera versión de “Willin’”, ya que luego sería retocada y grabada en su segundo álbum, y hay que destacar la presencia del blues en este primer disco que brilla en las dos versiones que hizo Lowell George de “44 blues” y “How many more years”, ambas canciones de Howlin’ Wolf. El trato que hizo Little Feat de la “Roots music” (música de raíces) es destacable por su originalidad y virtuosismo siendo estas dos canciones un buen ejemplo. Ya en este disco es destacable la técnica de Lowell George a la guitarra slide que, al cabo de los años, sería uno más de los elementos característicos del sonido de la banda. Otro elemento singular de la banda y de su principal cantante, Lowell George, fue su inconfundible manera de cantar que fue perfeccionando durante años. Es destacable el uso de la “melisima” por el cual el cantante embellece ciertas sílabas mientras canta.
El primer disco de la banda fue bien recibido por la crítica pero pobremente vendido. Sin embargo, la banda no se desanimó y en 1972 sacó un nuevo disco titulado “Sailin’ shoes”. Este nuevo trabajo era mucho más roquero que el anterior, acentuando mucho más la guitarra. También, igual que su predecesor, incluye una gran variedad de estilos –incluyendo la segunda, definitiva y más famosa versión de “Willin’”- y puede considerarse el mejor trabajo de la banda. Es destacable otra vez aquí la bluesera canción “A political blues”. Compuesta por Lowell, esta canción imita el estilo Howlin’ Wolf y encontramos inconfundibles elementos del blues de Chicago. Este disco vuelve a ser un gran trabajo de la banda, con un sonido mucho más maduro, original, virtuoso y específico en comparación con su anterior trabajo, algo más confuso y disperso. Además, este disco ya deja grandes clásicos del grupo tales como: “Cold Cold Cold”, “Tripe Face Boogie”, “Willin’” –que sería exitosamente versionadas por Linda Ronstadt- o la fantástica “Sailin’ shoes” –también versionada después por Emmylou Harris-. También es destacable que la portada de este disco fue diseñada por el artista Neon Park que seguiría haciendo todos los posteriores trabajos de la banda hasta la actualidad, y que se convertirían en otro distintivo del grupo.

### La formación clásica de la banda y sus años de esplendor (1973-1977)
El segundo disco siguió contando con el apoyo de la crítica pero seguía sin tener el éxito comercial que merecía. Esto hizo que el bajista Roy Estrada dejara el grupo para ir a la banda de Captain Beefheart. Lowell George decidió entonces replantearse la dirección que tenía que tomar la banda y para ello decidió reclutar a nuevos músicos; la banda pasó de ser un cuarteto a convertirse en un sexteto lo cual dio mucho más profundidad musical al grupo con la entrada de nuevos músicos y nuevos instrumentos, enriqueciendo la música del grupo. Además de los tres miembros originales de lavanda –Lowell George, Bill Payne y Ritchie Hayward- entraron un nuevo guitarrista y cantante: Paul Barrere, que con el tiempo cogería las riendas del grupo como cantante y compositor quitando protagonismo a Lowell George, un nuevo percusionista: Sam Clayton y un bajista llamado Kenny Gradney de New Orleans que proporcionaría una importante influencia a la música del tercer disco de la banda. De esta forma quedaba fijada la nueva formación de la banda hasta la disolución de la banda en 1979.
Cabe también decir que Lowell George comenzó a ser reclamado como productor y paralelamente hizo numerosos trabajos para gran nombre de músicos de la escena musical Angelina de los setenta –por este motivo es gratamente recordado por muchos músicos angelinos de la época-. Esto, sumado a su adicción a la droga y al creciente protagonismo de Paul Barrere, hizo que poco a poco fueran surgiendo disputas en la banda que estuvieron a punto de disolverla antes de tiempo.
En 1973 sale el que posiblemente sea el famoso de los discos de la banda: “Dixie Chicken”. La nueva formación saca a la luz este nuevo álbum que dista musicalmente en comparación con los dos anteriores trabajos de la banda. Este es un disco más relajado que el anterior, aunque también es un disco mucho más cuidado y elaborado, con toques jazzísticos y algo más melódico que sus predecesores, incluyendo nuevos efectos. Este disco se convierte en la cúspide del grupo junto con sus dos anteriores trabajos ya que los siguientes trabajos de la banda estarán bastante por debajo de los que hicieron en sus tres primeros álbumes. Este es un disco muy completo globalmente hablando y también contiene grandes éxitos de la banda como “Dixie Chicken” y “Fat Man in the Bathtub”, que se convertirían clásicos en directo. Destaca también la fantástica y melancólica canción acústica “Roll Um Easy” que muestra el dominio de Lowell George de los sonidos folk-acústicos norteamericanos de la época. 
Esta nueva formación con más instrumentistas también dio al grupo un gran potencial en los directos convirtiéndose en una de las mejores bandas en directo de su tiempo; tal y como demostrarían en su disco en directo de 1978 –su disco más vendido- “Waiting for Columbus”. El nerviosismo y la presión de Lowell George por intentar agradar al público con sus trabajos así como las largas y agotadoras giras y sus exhaustos trabajos como productor hicieron que poco a poco el guitarrista y cantante fuera cayendo en una dependencia, que cada vez se hacía mayor, al alcohol, a la droga y a la comida que acabaría afectando al funcionamiento de la banda. 
A finales de 1973 la banda estuvo a punto de desintegrarse por los problemas internos que no eran más que consecuencia de la multitud de asuntos que George tenía que atender fuera de lo que era el entorno de Little Feat; cabe también decir que otros músicos de la banda, cada uno en su medida, también trabajaron para otros grupos como productores o como simples músicos. También hay que sumarle a este hecho que las ventas del último disco de Little Feat que tampoco fueron buenas. Finalmente la banda decidió que debían seguir y en 1974 salió a la venta el cuarto trabajo de la banda: “Feats don’t fail me now”. Puede considerarse este como el último gran trabajo de la banda ya que a partir de entonces nada volvería a ser lo mismo dentro de la banda y, obviamente, esto se hizo patente en los siguientes álbumes de la banda. Este nuevo disco de la banda contenía una vertiente mucho más funky que los dos primeros álbumes y más en la onda del último trabajo de la banda. Sin embargo, en conjunto no es un disco tan satisfactorio y fresco como los anteriores y solo pueden destacarse dos buenas canciones como “Feats don’t fail me now” y el último gran clásico de la banda: “Rock and Roll doctor”, escrito por Lowell George y Martin Kibee. Otro aspecto destacable del cuarto trabajo de la banda es la cada vez mayor presencia del guitarrista Paul Barrere, tanto musicalmente como compositivamente, que se fue incrementando en los posteriores discos. 
A continuación, salieron a la luz dos discos: uno en 1975 –“The last record álbum- y otro en 1977 –“Time loves a hero”- ambos simultáneamente muy parecidos en forma y contenido pero muy diferentes a lo que había sido el Little Feat de los primeros álbumes. La banda decidió dar un giro al sonido y para ello incluyeron en estos dos discos elementos mucho más melódicos con toques más jazzísticos, encontrándonos con canciones melódicas y agradables. Esto, entre otras cosas, fue debido a la mayor influencia compositiva, y como cantante, de Paul Barrere, que acabó dando al grupo otros aires musicales. No obstante, su genialidad instrumental y compositiva no era la de Lowell George y por este motivo los siguientes discos serán mucho más mediocres que los cuatro primeros, tanto generalmente como individualmente.

### Últimos años de Lowell George al frente de Little Feat (1977-1979)
El excesivo abuso de Lowell George a las drogas y al alcohol hizo que finalmente en 1978 contrajera hepatitis y no fue capaz de asistir a las primeras grabaciones de la banda del disco “Times loves a hero”. Esto no hacía más que desestabilizar la situación de la banda y por tanto la música que esta producía.
Por suerte, la banda fue capaz de resurgir de las cenizas y volver por un momento a ser la gran banda que había sido. Esto llegó con el álbum más destacado de Little Feat, así como el más vendido, que casualmente fue un álbum en directo: “Waiting for Columbus” de 1978. El potencial que muestra la banda en este disco es espectacular y puede considerarse uno de los grandes directos de la historia. Sin embargo no hay que dejarse impresionar por estas grabaciones de la banda ya que lo único que hacen es mostrar a una gran banda en plena acción. Cabe destacar a Lowell George y a Bill Payne por encima del resto de miembros de la banda, por su presencia, su frescura y su virtuosismo; dando a entender como fueron capaces de crear el tándem Georg-Payne que tan buen resultado dio en los primeros discos de la banda. Lowell George dejaba claro que él seguía siendo el líder de la banda.
Con la entrada de 1979 llega el año más intenso y fatídico de la banda en cuanto a sucesos se refiere. Parece ser que la banda deja de lado algunos de sus viejos rencores debido mayormente al gran éxito cosechado con el álbum en directo. Sin embargo, la banda se vuelve a reunir en 1979 para grabar el que sería el último disco. Es aquí donde resurgen las diferencias entre Lowell George y la banda que ya, a esas alturas, eran casi inaguantables para todos los miembros. Es de extrañar, sin embargo, que el último disco de la banda sea bastante mejor que los dos anteriores, aunque muy por debajo de sus primeros trabajos, y que la presencia de George vuelva a ser clara y determinante en la concepción musical del disco. Algunas canciones tales como “Kokomo” o “Down on the farm” revitalizan esa vena bluesy-country de los inicios de la banda, por aquel entonces casi olvidada en detrimento de canciones mucho más melódicas. Lowell George acaba perdiendo interés en el nuevo trabajo de la banda y decide, como colofón, centrarse en un disco en solitario, “Than I’ll Eat it here”, que vuelve a la época funky del cantante. Este disco en solitario era un proyecto personal de George 	que ya venía de lejos, de 1975 y que culminó con su publicación en 1979; con una libertad compositiva y musical este disco puede ser un verdadero reflejo de la visión musical de George. Lowell George aún tenía carrete para más pero este se acabó demasiado pronto.

## Fallecimiento
Ese año, la banda Little Feat estaba casi oficialmente rota. Lowell George se embarca en una gira promocional de su nuevo álbum y toca en Nueva York y en alguna otra ciudad. Cuando se encontraba en Washington D. C. para dar otro concierto las autoridades lo encontraron muerto en su habitación el 29 de junio de 1979. Causa de la muerte: paro cardíaco. Parece ser que la muerte no fue debida a una intoxicación o un abuso de drogas sino que simplemente fue consecuencia del abuso que Lowell George había llevado durante gran parte de su vida de las drogas, el alcohol, la comida y el ajetreado estilo de vida que había llevado como compositor, productor y líder de una de las bandas más dotadas de los setenta, Little Feat.
La muerte de Lowell George a los 34 años acarreó un gran número de tributos y elogios al que era considerado uno de los más virtuosos y originales músicos que había dado la escena musical norteamericana en los años setenta. Su muerte fue especialmente sentida en Estados Unidos y más especialmente en la que había sido su ciudad natal y su mayor zona de influencia y actividad: Los Ángeles. Músicos tales como Bonnie Raitt –que había trabajado y actuado con Lowell George- tributaron al magnífico músico y la joven artista lo elogió diciendo que era el “Thelonious Monk del rock&roll”.

## Legado e influencia
Lowell George fue un guitarrista especial para lo que era la escena norteamericana de los setenta y en conjunto la escena musical mundial de dicha década. Lowell George siempre fue un guitarrista y músico de raíces norteamericanas (Blues, Folk, Country, etc.), sin embargo, el trato que hizo de estas y la mezcla entre distintos estilos y sonidos le convirtió en un músico profundamente admirado aunque no siempre reconocido. A lo largo de su carrera al frente de Little Feat supo hacer un buen trato de gran número de estilos y, lo que es más importante, su estilo se hizo inconfundible y original entre todos los otros grupos de raíces de los años setenta. Por tanto, el primer aspecto a tener en cuenta en la música de Lowell George es su originalidad a la hora de componer canciones blues, country o de otros estilos y su magistral mezcla con elementos que trascendían al Rock&roll, al boogie o al jazz. Lowell George consiguió dar a muchas canciones de la banda un sonido especial, preciso y fresco, cosa difícil de conseguir en un grupo. 
No hay que olvidarse de la enorme calidad técnica como músico que poseía Lowell George. Además de ser un mult-instrumentista de enorme calidad y de tocar gran número de instrumentos con gran soltura, sus trabajos a la guitarra slide son los más reconocidos. Aunque en sus primeros trabajos él se encargaba tanto de la guitarra rítmica, como de la solista y la slide, cuando en 1973 entró un segundo guitarrista, Paul Barrere, Lowell George pudo centrarse más en su trabajo como guitarrista slide. Sus trabajos a la guitarra slide son realmente importantes, tanto por su calidad como por su futura influencia en otros músicos de guitarra slide –entre los que cabe destacar a Bonnie Raitt-. Además, Lowell George, quizás con la excepción del guitarrista Duane Allman, fue uno de los primeros guitarristas slide en el rock y sus trabajos marcaron una línea a seguir en el uso de dicho instrumento; contando además con un depurado, natural e inconfundible estilo. Muchos críticos afirman que el verdadero legado de Lowell George reside en sus trabajos a la guitarra slide. 
Dos aspectos quedan por destacar acerca del legado y la influencia de Lowell George, tanto en músicos de su tiempo como en posteriores artistas y bandas. Si la guitarra slide era uno de los aspectos característicos de Little Feat, la voz de Lowell George también se convirtió en unos de los aspectos a destacar en su carrera al frente de Little Feat. Con una tonalidad y un estilo muy peculiar, tenía la costumbre de alargar sílabas y entrelazar palabras que daban a su música un tono alegre y espontáneo. También tenía un gran potencial a la voz, siendo capaz de conseguir un gran número de registros y desenvolviéndose muy bien en todo tipo de estilos, algunos tan distintos como el blues, el country o el folk. El segundo y último aspecto de su legado, y uno de los más importantes, fue su trabajo como productor mientras era líder de Little Feat. Esto hizo que influyera en una gran cantidad de artistas de la escena musical de la costa oeste norteamericana –especialmente de Los Ángeles- durante toda la década de los setenta. Una de las causas de la ruptura de la banda y del progresivo alejamiento de Lowell George fue precisamente su cada vez más ajetreada vida como productor, y en ocasiones compositor, para otros artistas de gran variedad de estilos. 
Resumiendo, Lowell George, aunque fue y es un músico relativamente poco conocido a nivel mundial, fue uno de los guitarristas más originales y virtuosos que dio la escena musical norteamericana de la década de los setenta. Alejado de estereotipos y generalismos, supo dar un profundidad y una trascendencia a su música y supo reformar y tratar la música de raíces norteamericanas como nunca se había hecho, incluyendo elementos innovadores al rock, al blues, al rithm&blues, etc.

## Tributos póstumos
- Un concierto benéfico fue organizado poco después de la muerte del guitarrista Lowell George en el “Forum” de Los Ángeles el 4 de agosto de 1979, donde tocaron: Little Feat, Jackson Browne, Linda Ronstadt, Bonnie Raitt, Nicolette Larson, entre otros.

- La canción “Ride Like the Wind” del disco de 1979 de Christopher Cross fue dedicada al fallecido Lowell George.

- Jackson Browne conmemoró a Lowell George en su canción de 1980 “Of Missings Persons”, el disco “Hold Out” publicado en junio de 1980. La canción iba dedicada a la hija de Lowell, Inara George, quien está en un grupo llamado “The Bird and the Bee”.

- En 1983, el poeta británico Sean O’Brien incluyó un poema “For Lowell George” en su colección, “The Indoor Park”.

- En 1988, el grupo americano Van Halen versionó el blues de Little Feat “A Political Blues” como cierre de su álbum OU812.

- En 1977, el CD “Rock 'n' Roll Doctor – A tribute to Lowell George” fue publicado con la colaboración de varios artistas que versionaban canciones de George, incluyendo artistas como: Jackson Browne, J.D. Souther, Bonnie Raitt, Eddie Money, Randy Newman, Keisuke Kuwata y Inara George.